# Philonthus quisquiliarius
Philonthus quisquiliarius es una especie de escarabajo del género Philonthus, familia Staphylinidae. Fue descrita científicamente por Gyllenhal en 1810.
Se distribuye por Europa. Habita en Rusia, Cáucaso, Turquía, Portugal (Azores), islas Canarias (España), África del Norte, región afrotropical, Siria, Irán, Afganistán, Tayikistán, Uzbekistán, Mongolia, Japón, Nepal, China, Australia, Nueva Caledonia, Samoa, Sudáfrica, Madagascar, Mauricio, Indonesia y Guam (Estados Unidos).

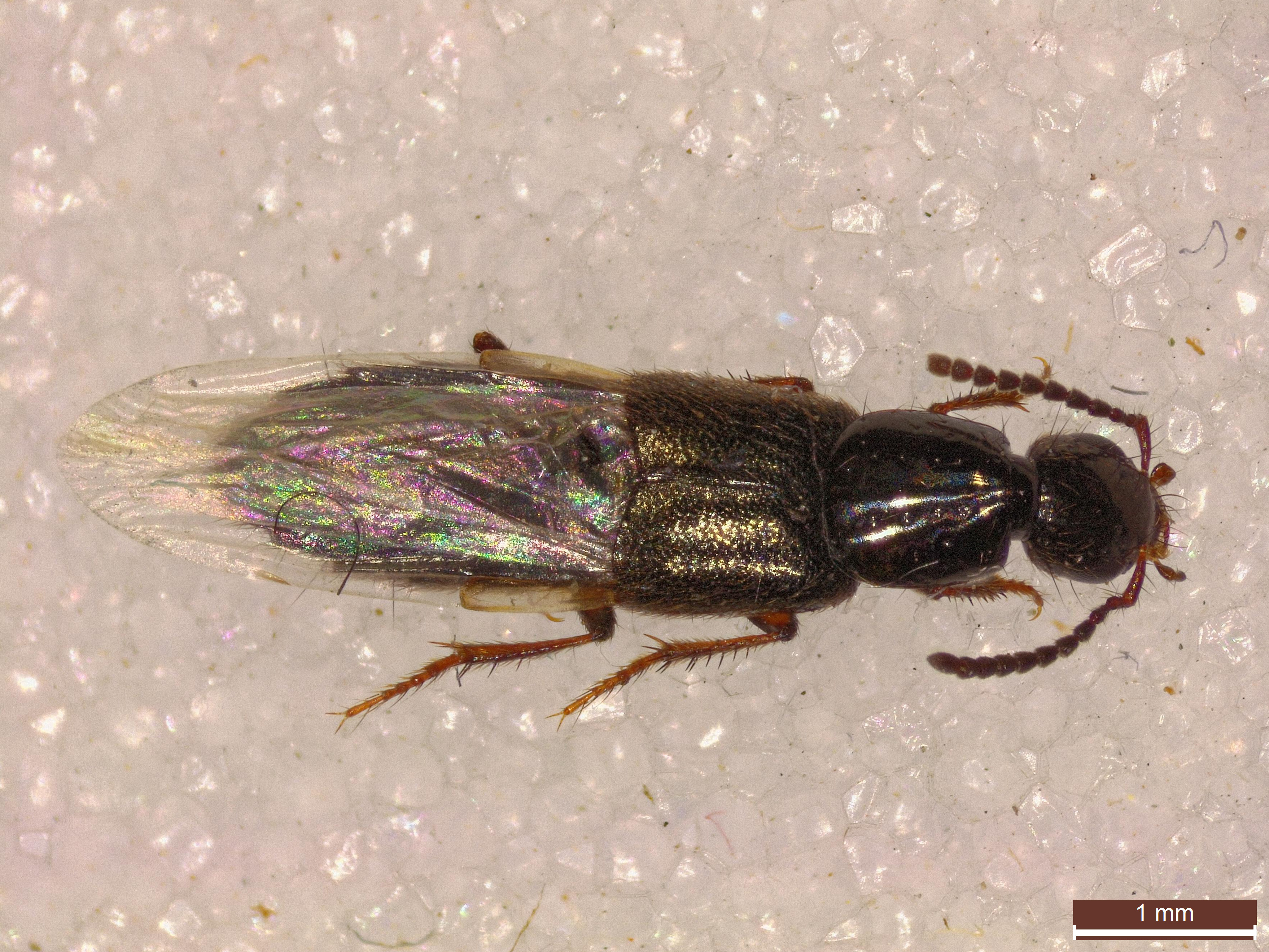
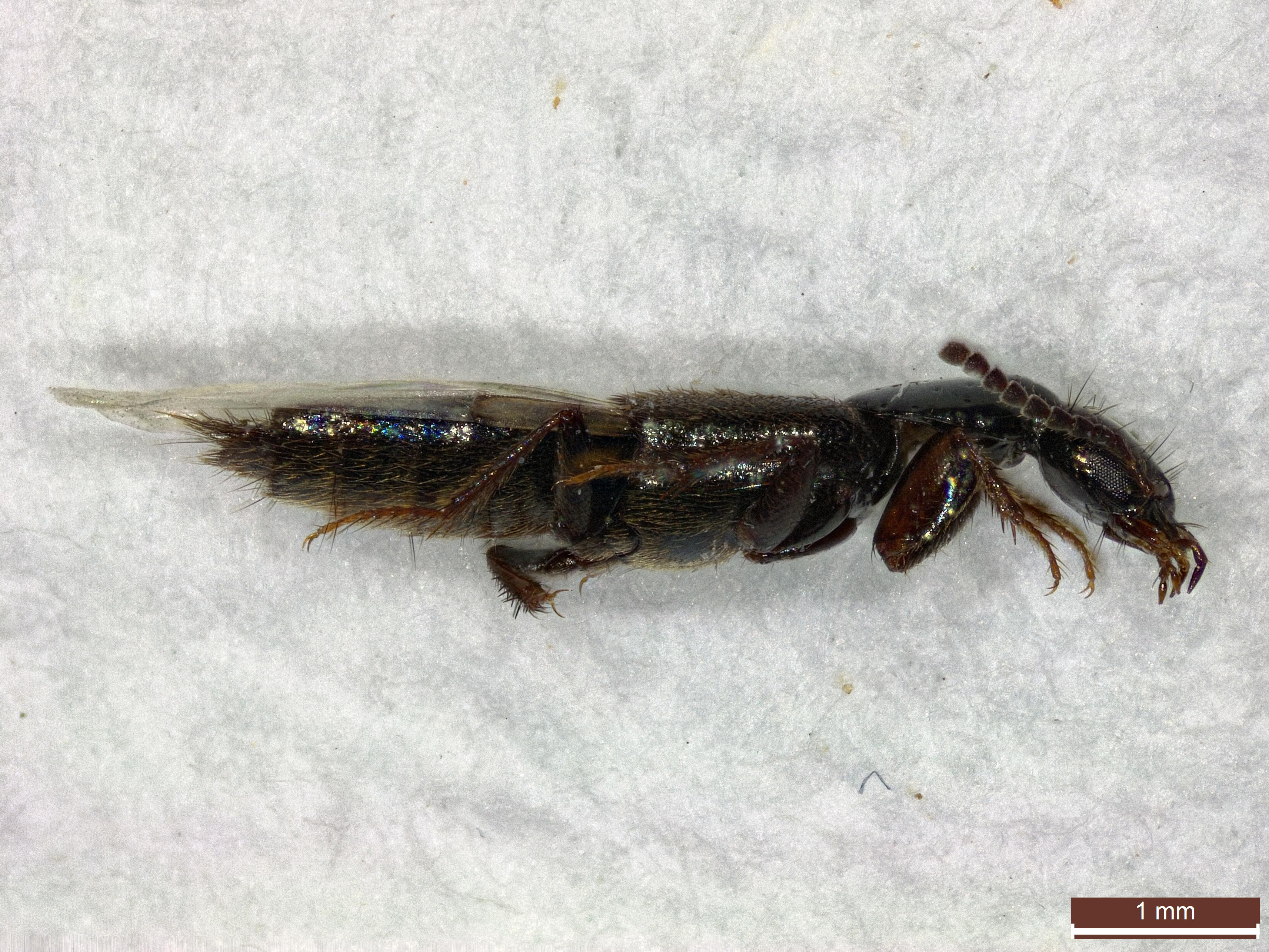
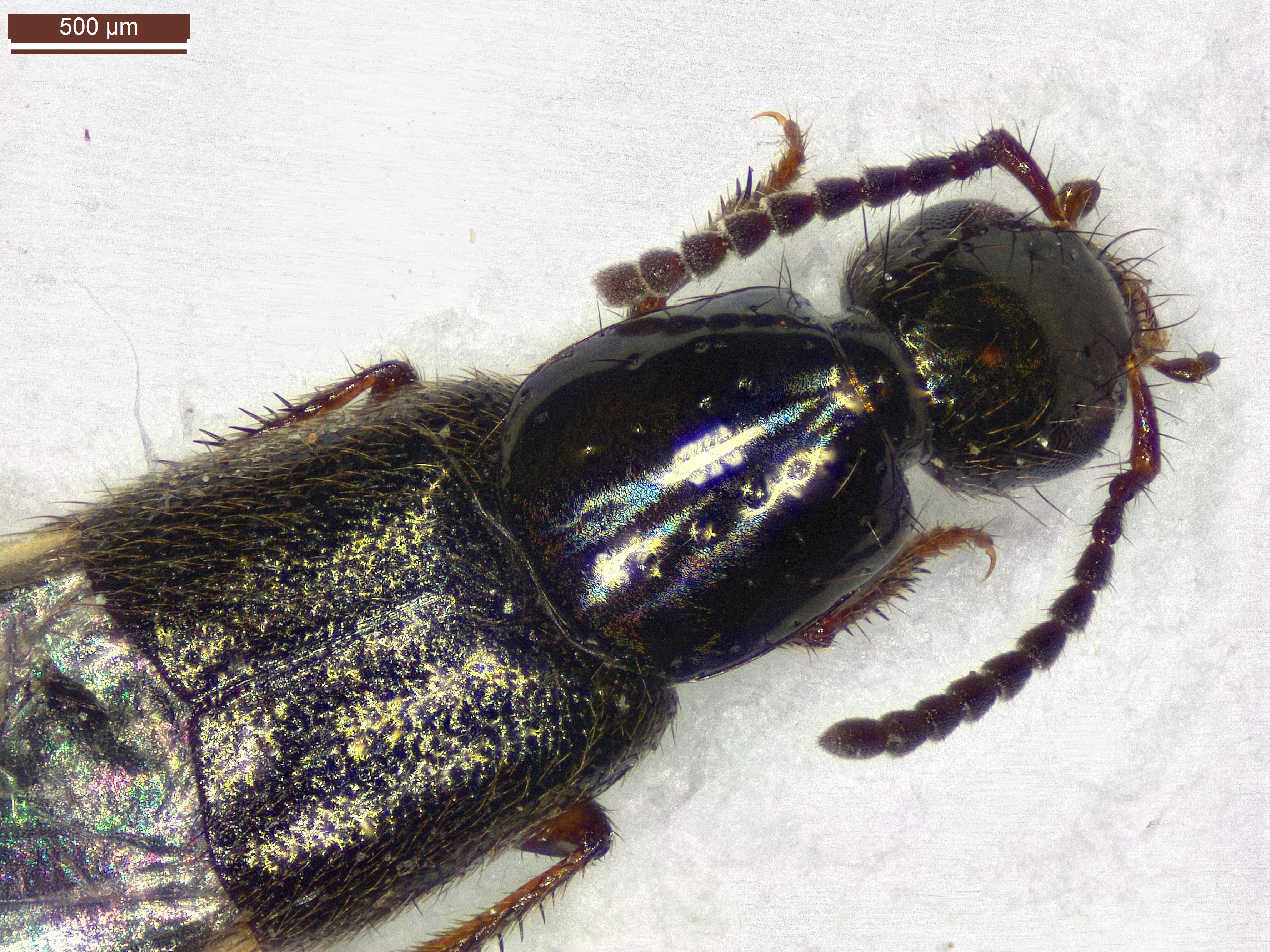